# Porto Venere
Porto Venere is een gemeente in de Italiaanse provincie La Spezia (regio Ligurië). De gemeente ligt op ongeveer het zeeniveau, heeft een oppervlakte van 7,5 km² en grenst aan La Spezia. De volgende frazioni maken er deel van uit: Le Grazie, Fezzano.
Het dorp werd in 1997 als onderdeel van de inschrijving "Porto Venere, Cinque Terre en de eilanden Palmaria, Tino en Tinetto" tijdens de 21e sessie van de Commissie voor het Werelderfgoed erkend als UNESCO cultureel werelderfgoed.  De commissie motiveerde de erkenning met "De oostelijke Ligurische Rivièra tussen Cinque Terre en Porto Venere is een cultureel gebied van bijzondere waarde. Het weerspiegelt de harmonische interactie tussen mens en natuur in een buitengewoon schilderachtig landschap, dat een traditionele manier van leven illustreert die al 1.000 jaar bestaat en nog steeds een belangrijke sociaaleconomische rol speelt binnen de gemeenschap. Het gebied beslaat ongeveer 15 kilometer tussen Levanto en La Spezia. Het is een zeer grillige, steile kustlijn, die de bewoners door de millennia heen hebben getransformeerd tot een terrasvormig landschap om zo een paar hectare grond bruikbaar te maken voor landbouw, zoals wijngaarden en olijfbomen."

## Demografie
Porto Venere telt ongeveer 2.005 huishoudens. Het aantal inwoners daalde in de periode 1991-2001 met 9,6% volgens cijfers uit de tienjaarlijkse volkstellingen van het Istituto Nazionale di Statistica. Op 31 december 2004 telde de gemeente 4.048 inwoners met een bevolkingsdichtheid van 577 inwoners per km².
| Jaar | Inwoneraantal |
| ---- | ------------- |
| 1991 | 4.534         |
| 2001 | 4.097         |